# Emmerik Ingerslev
Ove Emmerik Gustav Høegh-Guldberg Ingerslev (26. februar 1844 i Viborg – 26. april 1916 på Møllekrog ved Fredensborg) var en dansk læge, søn af C.F. Ingerslev. 
Ingerslev blev student fra Aarhus 1862, tog medicinsk eksamen 1869, var kandidat ved Frederiks Hospital 1871-72 og ved Fødselsstiftelsen 1873. Han blev klinisk assistent dersteds 1874, derefter reservelæge ved Frederiks Hospitals afdeling A 1875 og underakkuchør ved Fødselsstiftelsen 1875-78. Han udnævntes til kommunelæge i København 1878, blev samme år medredaktør af Hospitalstidende (til 1892) og tog doktorgraden 1879 med en afhandling om Eklampsiens Ætiologi, Prognose og Behandling. Ingerslev var lærer ved Jordemoderskolen 1895-1903, medlem af Sundhedskollegiet 1897-1905 og af Retslægerådet 1909. Allerede Ingerslevs doktordisputats viste hans udprægede videnskabelige sans, og hans fortrinlige evner som lærer kom frem i Lærebog i Fødselens og Barselsengens Patologi, som han 1889 udarbejdede sammen med Asger Stadfeldt. Tidligt kom han ind på historiske studier, og han udgav Fødselstangen (1887), senere Fragmenter af Fødselshjælpens Historie (2 bind, 1906-07), et i dansk medicinalhistorie enestående monumentalt værk, af hvilket enkelte afsnit er oversatte til fremmede sprog og overalt har vakt stor opsigt. Dette efterfulgtes 1913 af Matthias Saxtorph og hans Samtid og 1915 af Den kongelige Fødsels- og Plejestiftelse 1800-1849. Ved disse værker gav han i virkeligheden en fuldstændig skildring af obstetrikens historie i Danmark, belyst ved udviklingen i andre lande. For jordemoderstanden var Ingerslev en utrættelig lærer, men tillige en ven, der ved enhver lejlighed søgte at skaffe den bedre kår og udviklingsmuligheder, ikke mindst ved en mængde artikler, han skrev i jordemødrenes faglige organ.
Han blev titulær professor 1894, Ridder af Dannebrog 1902 og senere Dannebrogsmand.
Han er begravet på Garnisons Kirkegård.